# Guaná
Guaná, pleme ili skupina plemena porodice arawakan ili mascoian koja su živjela u brazilskoj državi Mato Grosso do Sul. Sastojali su se od više lokalnih skupina poznastih kao Echoaladi (Exoaladi), Layana i Quiniquinau, a pleme Terena ili Tereno, vjerojatno su njihovi posljednji preživjeli potomci. Pleme Guana, Quiniquinao, navode se kao arawakan govornici srodni Terenima, za razliku od Layana i Echoaladija koje ponekad klasificiraju kao mascoian govornike.